# Chylophaga
Chylophaga is een vliegengeslacht uit de familie van de roofvliegen (Asilidae).

## Soorten
- C. australis (Ricardo, 1912)